# Superman/Batman : Au service du monde
Superman/Batman : Au service du monde est un arc narratif tiré du comic book Superman/Batman. Il est  réalisé par Jeph Loeb et Ed McGuinness.

## Synopsis
Cette série réunit les deux figures emblématiques de l'univers DC : Batman et Superman. Ils sont entraînés dans des aventures qui vont opposer les facettes antagonistes des deux héros. 

## Autour de l'album
Cet album est le premier arc de cette série. Chaque arc est confié à un dessinateur différent : 
- Au service du monde (épisodes #1-6 : 10/2003 - 03/2004) dessiné par Ed McGuinness.
- Protégé (épisode #7: 04/2004) dessiné par Pat Lee.
- La Supergirl de Krypton (épisodes #8-13 : 05/2004 - 10/2004) par Michael Turner.
- Pouvoir Absolu (#14-18) dessiné par Carlos Pacheco

## Publications
Les sept premiers épisodes ont été publiés dans les numéros 5 à 8 de la revue Superman de Semic. Les trois suivants, inédits en album, dans les numéros 12 et 13 de la revue Batman de Semic. À la suite de la cession des droits DC, elle est désormais publiée dans la nouvelle revue Superman de Panini à partir du numéro 2, avec la quatrième partie de la Supergirl de Krypton.

## Personnages
- Batman / Bruce Wayne
- Superman / Clark Kent

### Éditeurs
- 2004 : Superman/Batman : Au service du monde (Semic) : prépublication dans le bimensuel Superman #5 à #8 et le bimensuel Batman #12 et #13.
- 2005 : Superman/Batman 1 : Au service du monde (Semic, collection Semic Books) : première édition française

## Adaptations
- Une fausse bande-annonce a été réalisée par Sandy Corolla en 2004.;
- Superman/Batman : Ennemis publics anime réalisé par Sam Liu et produit par Bruce Timm en 2009 ;
- Superman/Batman : Apocalypse anime réalisé par Lauren Montgomery en 2010.

## Liens
- (fr) Superman/Batman sur Comics VF
- fiche sur The Comic Book Data Base